# حوزه انتخابیه سیزدهم میشیگان
حوزه انتخابیه سیزدهم میشیگان یک حوزه انتخابیه مجلس نمایندگان آمریکا است که در ایالت میشیگان قرار دارد.